# Johann Christoph Schlüter

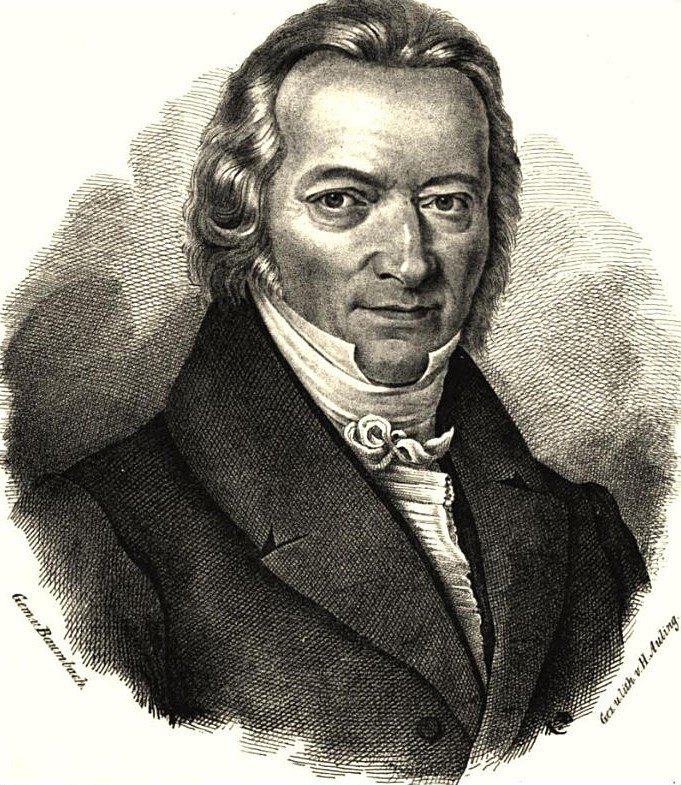
Johann Christoph Schlüter. Lithographie von Heinrich Auling nach einem Gemälde von Carl Baumbach

Johann Christoph Schlüter (* 6. November 1767 in Münster; † 8. Oktober 1841 ebenda) war ein deutscher Philologe.

## Leben
Nach dem Besuch am Gymnasium Paulinum studierte Schlüter von 1785 bis 1789 Theologie an der Universität seiner Heimatstadt. Schon während seines Studiums gelangte er zur Philologie, weshalb er sich auch nicht zum Priester weihen ließ. Nach dem Studium arbeitete Schlüter zehn Jahre lang als Hauslehrer beim Freiherrn Ketteler. 1799 ging er für ein Jahr an die Universität Göttingen, wo er seine philologischen Studien bei Christian Gottlob Heyne vertiefte. Danach habilitierte er sich in Münster und wurde bereits 1801 zum außerordentlicher Professor des deutschen Stils und der deutschen Litteratur ernannt, 1804 außerdem zum Professor der römischen Literatur.
Schlüter blieb bis an sein Lebensende in Münster, obwohl er verschiedene Rufe an auswärtige Universitäten erhielt. 1816 wurde er zum Konsistorialrath beim Konsistorium und Provinzialschulkollegium ernannt. Dieses Amt gab er 1818 wieder ab und behielt nur seinen Sitz in der wissenschaftlichen Prüfungskommission für das höhere Lehramt. Von 1836 bis zu seinem Tod 1841 war er ständiger Rektor der (jetzigen) Akademie Münster. Die Universität Bonn verlieh ihm 1839 die Ehrendoktorwürde ihrer Philosophischen Fakultät.
Schlüters Bedeutung als Philologe beruht neben seiner Münsteraner Lehrtätigkeit auf seinen Übersetzungen von Tacitus, Sallust und Terenz. Sein Sohn Anton Aloys Schlüter (1803–1870) wurde wie er Philologe und arbeitete als Gymnasialdirektor in Coesfeld. Zu seinen Freunden zählte unter anderem der Schriftsteller Theobald Wilhelm Broxtermann.

## Werk (Auswahl)

### Übersetzer
- Tacitus über Germanien. Hamm 1821 online – Internet Archive